# Bessie Potter Vonnoh
 (mars 2012).
Si vous disposez d'ouvrages ou d'articles de référence ou si vous connaissez des sites web de qualité traitant du thème abordé ici, merci de compléter l'article en donnant les références utiles à sa vérifiabilité et en les liant à la section « Notes et références ».
Pour les articles homonymes, voir Vonnoh.
Bessie Potter Vonnoh, née le 17 août 1872 à Saint-Louis, dans le Missouri, et morte à New York le 8 mars 1955, est un sculptrice américaine. 

## Biographie
Bessie Potter Vonnoh est surtout connue pour ses petits bronzes représentant des scènes domestiques, et pour ses fontaines de jardin. Elle a fait partie du groupe des Whites Rabbits (en), disciples de Lorado Taft. Dans l'une de ses œuvres les plus célèbres, Young Mother (Jeune Mère), elle a pris pour modèle Mary Proctor, l'épouse du sculpteur Alexander Phimister Proctor (en) (autre membre des Whites Rabbit) et son premier enfant.
Elle travaille sous la direction de Lorado Taft au pavillon de l'horticulture lors de la World's Columbian Exposition de 1893 à Chicago, et réalisa également une commande publique pour le pavillon de l'Illinois. Elle épouse en 1899 le peintre Robert Vonnoh. Également présente lors de la Louisiana Purchase Exposition de 1904, l'une de ses œuvres y obtient une médaille d'or.